# 55 Eridani
55 Eridani, eller DW Eridani, är en pulserande variabel av typen snabbt pulserande Ap-stjärna (roAp:) i stjärnbilden Eridanus. 
Stjärnan har visuell magnitud +6,82 och varierar i amplitud med 0,03 magnituder utan någon fastställd periodicitet. Den befinner sig på ett avstånd av ungefär 2150 ljusår.